# 엄다면
엄다면(嚴多面)은 대한민국 전라남도 함평군에 위치한 면이다.

## 개요
엄다면은 함평군의 서남단에 위치해 있으며 높은 산이 없어 대체로 구릉지대와 평야를 이루고 있는 지역이다. 엄다면의 면적은 다른 면에 비해 적은 편이나 국도 1호선과 군도 1호선이 교차하는 교통의 요충지이며 오리농법 벼재배, 자연농업을 이용한 함평천지배, 직접 만든 발효 사료를 먹이는 한우단지 및 돈사 등 친환경 농업지구로 환경농업을 선도해 오고 있는 지역이다.

## 법정리
- 삼정리
- 성천리
- 송로리
- 신계리
- 엄다리
- 영흥리
- 학야리
- 화양리

## 교육
- 엄다초등학교

## 특산물
- 함평양파즙
- 방울토마토
- 파프리카
- 배, 포도, 대봉